# ابن مقرب
جمال‌الدین ابوعبدالله، علی بن مقرب (۱۱۷۶ -۱۲۱۴م) شاعر مدحسرای احسایی بود.